# Đuro Basariček
Đuro Basariček (Zágráb, 1884. március 13. – Belgrád, 1928. június 20.) horvát politikus, jogász, publicista és társadalmi aktivista volt. 1904-es megalakulása óta a Horvát Parasztpárt tagja volt. Korának egyik legkitartóbb szociális munkása. 1928-ban a belgrádi nemzetgyűlésben a horvát parasztpárti vezetők elleni merényletben ölték meg.

## Élete
Đuro Basariček Zágrábban született 1884-ben. Szülei Stjepan Basariček (a horvát iskolapedagógia megalapítója) és a szentgyörgyvári származású Amalija Pogačnik voltak. Az elemi és a középiskolát, valamint a jogi tanulmányokat Zágrábban végezte, ahol 1907-ben jogi doktorátust szerzett. Bíróként szolgált Bródban és Zágrábban.

## Szociális munkássága
Társadalmi tevékenysége több területre irányult: bűnözés elleni küzdelem, az első világháborúban elesett katonák családjainak védelme, falureform (belső horvát áttelepítések megindítása Szlavóniában), fejlődési nehézségekkel küzdő gyermekek gondozása, éhezők, kivándorlók segítése, stb.
Bírói gyakorlatában a szociálisan hátrányos helyzetűekkel szembeni nézeteit érvényesítette, igyekezett pedagógiailag hatni az elkövetőkre, elkerülve a büntetés kiszabását. Az első világháború idején, 1916-ban a mozgósított és elesett katonák családjait védő Központi Földbizottság titkárává nevezték ki.
1917-ben megalapította a Narodna zaštika című újságot, amelyről később elnevezték a bizottságot, amelynek titkára volt.
Basariček kezdeményezte az éhező gyerekek (több mint 20 000 gyermek) megmentését oly módon, hogy a terméketlen Isztriából és Bosznia-Hercegovinából termékenyebb vidékekre, főleg Szlavóniába és a Drávamentére telepítette át őket. Fejlődésükben fogyatékos gyerekekkel is foglalkozott, és kezdeményezte egy speciális otthon létrehozását Goljakon. Segített az emigránsoknak és gyermekeiknek, és kiállt a szovjet-oroszországi éhezők megsegítése mellett.
Basariček 1919-ben kezdte meg tevékenységét Szlavónia történő belső áttelepítésekben (telepesek betelepítése passzív régiókból: Gorski kotar, Lika, Horvát Zagorje), amelyben haláláig tevékenykedett, több új települést alapított.
Alapítója volt a Seljačka sloga kulturális egyesületnek, a Parasztnők Társaságának, az Oktatási Egyesületnek és a Szülőföld Megmentő Bizottságnak.

## Parasztpárti tevékenysége
Basariček szorosan együttműködve Ivan Lorkovićcsal és Peroslav Ljubićcsal, valamint a horvát–szerb koalíció számos későbbi támogatójával Napredna Omladine első titkáraként tevékenykedett egészen addig, amíg Stjepan Radić fel nem hívta a figyelmét a horvát parasztok különleges érdekeire.
A Horvát Népi Parasztpárt megalakulása után Basariček elfogadva annak békére törekvő és parasztpolitikáját végig együttműködött Stjepan Radićcsal. Radićhoz hasonlóan meg volt győződve arról, hogy a pánszlávizmust ápolni kell, ezért megtanulta a cseh és az orosz nyelvet.
Basariček hajlott arra a gondolatra, hogy a vidéki viszonyokon előadásokkal és tanulmányokkal lehetne javítani. Még a Bródi Járásbíróságon szolgálatot teljesítve bejárta a környező falvakat alkoholizmus ellen előadásokat tartani, de Antun Radić hatására paraszti népdalokat is gyűjtött. Stjepan Radić hatására úgy vélte, hogy a parasztokat jobb minőségű földi és háztartási gyakorlati munkára kell terelni, és 1908-ban elindította a Kiskönyvtárat, amelyben tizennégy kötetet adott ki. A könyv első felében jogi tanácsokat adott a parasztoknak, a másik felét pedig a parasztság kulturális és politikai tanulmányozásának szentelte.
Az 1908-as választások előestéjén füzetet adott ki az államról, amelyben különösen a parasztság számára az állam működését igyekezett a lehető legegyszerűbben bemutatni. Rudolf Herceggel közösen megalapította a Radić-féle parasztpárt "Seljačka sloga" kulturális és oktatási társaságát, és sokat írt a társaság a Seljačka prosvjeta című folyóiratába. 1926-ban Stjepan Radićcsal a „Seljačka sloga” Tanács tagja lett. Basariček részt vett a zágrábi Seljački domban a Horvát Parasztpárt Múzeumának megalapításában is (a múzeum és az összes kiállítási tárgy két nappal Stjepan Radić halála után leégett).
Basariček abban az időben, amikor Stjepan Radić börtönben volt, aktívan részt vett a parasztpárt előválasztási kampányában, és helyettesítette a néppel való kommunikációban.
Négyszer választották meg képviselőnek a Szerb-Horvát-Szlovén Királyság nemzetgyűlésébe: 1920-ban, 1923-ban, 1925-ben és 1927-ben.[4][5] Különösen fontos az 1927-es választások előtti politikai szerepvállalása, amikor Zomborban és Szabadkán indult. 1927-ben az országgyűlésben figyelmeztetett a diktatúrát előkészítő „sötét erőkre”, amely „a horvátokra és a szerbekre nézve egyaránt veszélyt jelent”.

## Bebörtönzése, üldöztetése és halála

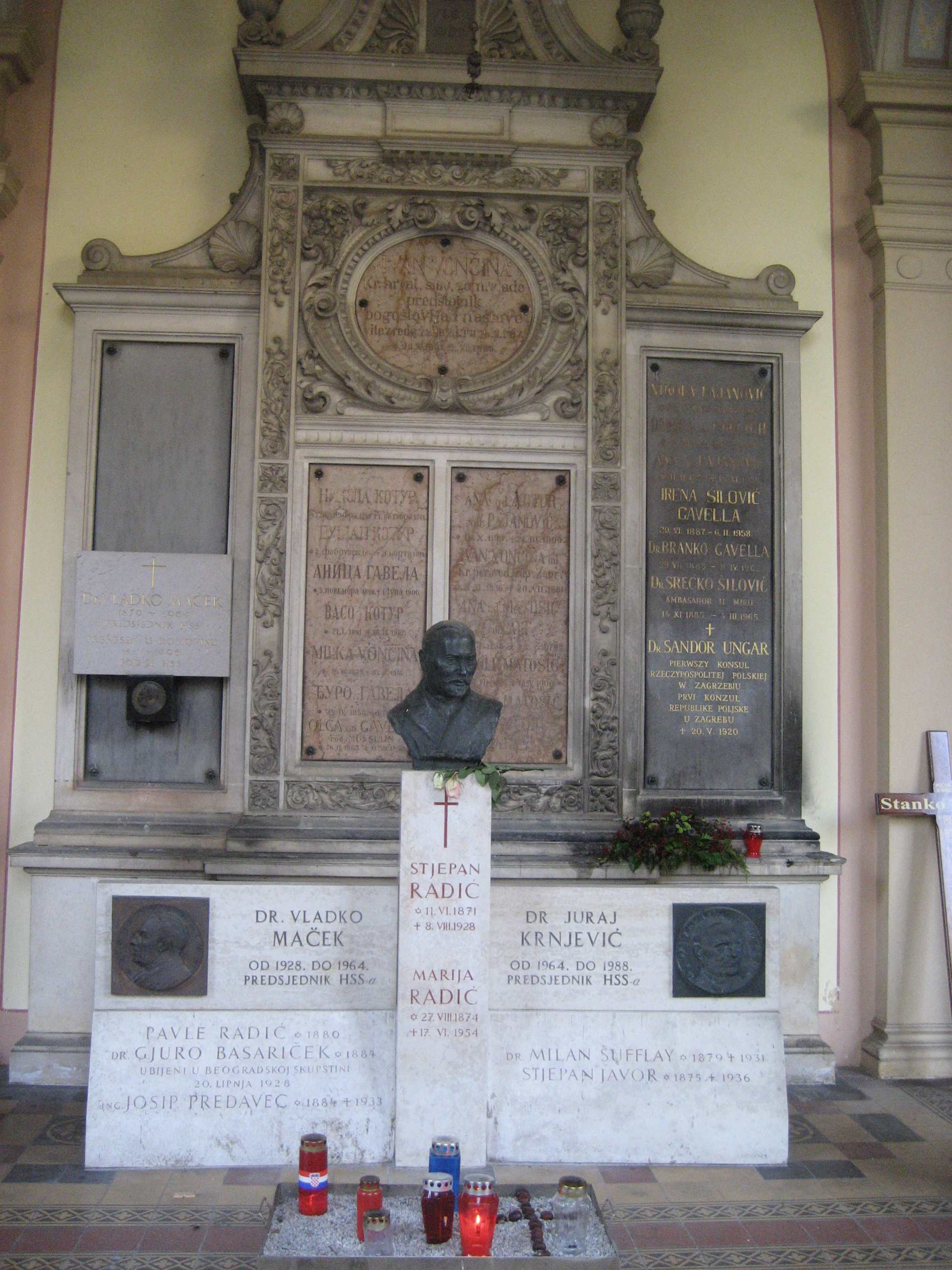
Stjepan Radić, Đuro Basariček, Pavle Radić és parasztpárti vezetőtársaik közös sírja a zágrábi Mirogoj temetőben

Politikai munkássága miatt Basaričeket a hatóságok üldözték, bebörtönözték és végül a belgrádi nemzetgyűlésben 1928. június 20-án meggyilkolták. Puniša Račić radikális képviselő lőtt rá a HSS vezető képviselőire, és megsebesítette Ivan Pernart és Ivan Granđát, halálosan megsebesítette Stjepan Radićot, valamint megölte Đuro Basaričkot és Pavle Radićot. A merénylet idején Basariček éppen a pódiumon állt, és a külföldi tőke túlzott befolyása ellen emelt szót. Amikor Račić lövöldözni kezdett a HSS képviselőire, Basariček felé rohant, hogy megakadályozza tettében, de az egy lövéssel leterítette, majd az azonnali orvosi segítség ellenére a lövés után tizenkét perccel a parlament padlóján fekve elhunyt.
Basariček és Pavle Radić holttestét 1928. június 22-én hozták Zágrábba, koporsóikat a zrinjevaci Horvát Paraszt Otthonban ravatalozták fel, majd másnap, 1928. június 23-án a zágrábi Mirogoj temetőben, az Árkádsorban Pavle Radić mellett, közös sírban temették el, amelybe később Stjepan Radićot és Josip Predavecet (1933. július 14-én, Dugo Selo mellett lesből ölték meg), valamint 1953-ban Ivan Granđát is eltemették.

## Művei
Írt az ifjúsági bűnözés problémáiról, a nők jogairól, a horvát vidék szociális problémáiról stb. Műveit az Oruđ Kečirasab, Osip Pravedni és S. Sanjin Neždanov álneveken írta.
Legismertebb művei:
- O državi, Mala knjižnica, sv. 1, Tisak Hrvatske pučke seljačke tiskare, Zagreb, 1908.
- Kako da se suzbije kriminalnost u nedoraslih: prinos kriminalnoj pedagogiji, Tisak C. Albrechta, Zagreb, 1916.
- Kolo: pjesmarica: zbirka narodnih pjesama i poskočica što se u kolu pjevaju: (bez kajda), Tisak i naklada knjižare L. Hartmana (St. Kugli), Zagreb, 1916.
- Konac jedne laži. Savremeno razmatranje o najvažnijem socijalno-gospodarskom pitanju Hrvatske, Knjižnica "Gruda", sv. 1, Zagreb, 1924.

## Emlékezete
- A drávamenti, muraközi és zagorjei telepesek Okrugljačán emlékművet állítottak neki, melyet 1928. szeptember 30-án avattak fel.[10][11] A neves horvát népi író Mara Matočec az első volt kezdeményezők között az emlékmű felépítésében.[10]

- Róla nevezték el a Horvát Parasztpárt mississaugai (Kanada) szervezetét.[12]

- Ma is számos horvát város utcája viseli a nevét: többek között Belováron, Szentgyörgyváron, Kaproncán, Pitomacsán, Bródon és másutt.

## Fordítás
Ez a szócikk részben vagy egészben  a(z)   Đuro Basariček című horvát Wikipédia-szócikk ezen változatának fordításán alapul.  Az eredeti cikk szerkesztőit annak laptörténete sorolja fel. Ez a jelzés csupán a megfogalmazás eredetét és a szerzői jogokat jelzi, nem szolgál a cikkben szereplő információk forrásmegjelöléseként.